# باربرا بي. سميث
باربرا بي. سميث (بالإنجليزية: Barbara B. Smith)‏ هي قائدة دينية أمريكية، ولدت في 26 يناير 1922، وتوفيت في 13 سبتمبر 2010 بسبب تليف رئوي.